# Kostel Nejsvětější Trojice (Prievidza)
Kostel Nejsvětější Trojice v Prievidzi známý i jako Piaristický kostel kláštera piaristů je jeden ze tří historických kostelů v Prievidzi. S výstavbou se začalo v roce 1666. Dokončen byl pod vedením řeholního stavitele P. Hangheho v roce 1740-1753.

## Architektura
Jedná se o jednolodní podélný kostel s polygonálním presbytářem, zaklenutý kupolí, s bočními kaplemi na způsob kostela Il Gesù v Římě. Loď má valenou klenbu s lunetami, která dosedá na silně vystupující římsu protaženéou z pilířů. V celém interiéru je štuková rokajová ornamentika. V presbytáři je iluzivní nástěnná malba od J. A. Schmidta (1750-1765), v lodi od vídeňského malíře J. Š. Bopovského (1783). Hlavní fasáda členěná pilastry je zakončena štítem, do kterého je vestavěná věž.

## Výzdoba
Celý kostel se nese v barokním stylu. Dominantou kostela je hlavní oltář s mramorovou sloupovou architekturou a s ústředním obrazem Nanebevzetí Panny Marie, jehož děj pokračuje v plastické kompozici vznášející se v prostoru. Obrazy na všech pěti bočních oltářích jsou podobného stylu. Jejich autorem je stejně Š. Bopovský.